# Campionati europei di 49er & 49er FX 2002
I Campionati europei di 49er & 49er FX 2002 si sono svolti a Grimstad, in Norvegia, dal 27 luglio al 2 agosto.

## Podi
| Evento | Oro                                   | Argento                                       | Bronzo                                  |
| 49er   | Spagna Iker Martínez Xabier Fernández | Regno Unito Christopher Draper Simon Hiscocks | Norvegia Christoffer Sundby Frode Bovim |

## Medagliere
| Posiz. | Nazione     | Oro | Argento | Bronzo | Totale |
| ------ | ----------- | --- | ------- | ------ | ------ |
| 1      | Spagna      | 1   | 0       | 0      | 1      |
| 2      | Regno Unito | 0   | 1       | 0      | 1      |
| 3      | Norvegia    | 0   | 0       | 1      | 1      |
| Totale | Totale      | 1   | 1       | 1      | 3      |